# Francesc III Gattiluso
Francesc III Gattiluso era fill de Dorino I Gattiluso senyor de Lesbos.
Al morir aquest el 1455 va rebre la senyoria de Thasos. Es va casar amb una cosina germana de nom desconegut, filla de Palamede I Gattiluso senyor de Enos (Palamede era germà de Dorino I Gattiluso). El 1456 va ser atacat per la flota otomana de Mehemmed Fatih (4 de juny de 1456) que va causar un cobntraatac de la flota del Papa dirigida pel cardenal Scarampo.
El 1459 Thasos, Samotràcia i Lemnos foren ocupades pels otomans i el sultà en va donar els ingressos al seu sogre l'antic dèspota de Morea Demetri Paleòleg.